# Vladimir Žakelj
Vladimir Žakelj, slovenski kirurg, * 8. julij 1914, Žiri, † 22. februar 1993, Ljubljana.

## Življenje in delo
Klasično gimnazijo je obiskoval v Ljubljani med 1927 in 1935. Tu je tudi začel študirati medicino, leta 1937 pa nadaljeval v Pragi, od 1939 pa v Zagrebu. Diplomiral je v Zagrebu leta 1941. Specialistični izpit je opravil leta 1949. Promoviral je z disertacijo Kirurgija pankreatitisa leta 1972.
Od 1942 je bil zaposlen na Kirurški kliniki v Ljljubljani, kjer je bil od 1975 predstojnik Kirurško gastroenterološke klinike. Na Medicinski fakulteti je bil od 1942 honorarni asistent, od 1948 asistent, od 1967 izredni in od 1975 redni profesor za kirurgijo. Upokojil se je leta 1984. 
Izpopolnjeval se je v Edinburghu (1957), Pragi (1965) in Baslu (1971). Predaval je tudi na tečajih za vzgojo srednjega medicinskega kadra, na sestankih kirurške sekcije Slovenskega zdravstvenega društva, na mednarodnem podiplomskem tečaju v Karlovih Varih, pa še v Pulju (1962), Splitu (1963), Rogaški Slatini (1964) in drugod. Aktivno se je udeleževal sestankov in kongresov svoje stroke doma in v tujini. Odlikovan je bil z redom dela z zlatim vencem (1980).
Njegovo področje je abdominalna kirurgija, predvsem kirurgija jeter in trebušne slinavke, ter diagnostika in terapija prirojenih anomalij v prebavilih in pljučih. Ena od značilnosti njegovega dela je iskanje novih poti in možnosti pri razreševanju teoretskih in tehničnih problemov stroke. Bil je odličen predavatelj za splošno in specialno kirurgijo ter travmatologijo. Pisal je pretežno o abdominalni kirurgiji, v zadnjih letih predvsem o trebušni slinavki. Objavil je številke prispevke v domačih in tujih zdravniških revijah. Leta 1989 je prejel častni naziv zaslužnega profesorja Univerze v Ljubljani.
Umrl je v Ljubljani 22. februarja 1993.